# Jun Uruno
Jun Uruno (født 23. oktober 1979) er en tidligere japansk fodboldspiller.
Han har spillet for flere forskellige klubber i sin karriere, herunder Ventforet Kofu og Roasso Kumamoto.